# Baillif
Baillif, llamada en criollo Bayif, es una comuna francesa situada en el departamento de Guadalupe, de la región de Guadalupe. 
El gentilicio francés de sus habitantes es Baillifiens y Baillifiennes.

## Situación
La comuna está situada en el sudoeste de la isla guadalupana de Basse-Terre.

## Barrios y/o aldeas
Bellevue, Bois-Rimbault, Bouvier, Cadet, Madeleine, Pères-Blancs, Plessis, Saint-Louis, Saint-Robert y Valeau.

## Demografía
| Gráfica de evolución demográfica de Baillif entre 1961 y 2013 |
|                                                               |

Fuente: Insee

## Comunas limítrofes
| Noroeste: Mar Caribe | Norte: Vieux-Habitants | Noreste: Vieux-Habitants y Capesterre-Belle-Eau |
| Oeste: Mar Caribe    |                        | Este: Capesterre-Belle-Eau                      |
| Suroeste Mar Caribe  | Sur: Basse-Terre       | Sureste: Saint-Claude                           |

## Toponimia
Se llama así por el nombre de un rico propietario francés llamado Robert Baillif que le puso su nombre.

## Ciudad hermanada
- Chaumont,  Francia